# Família KLF
Na genética molecular, a família de fatores de transcrição do tipo Krüppel (família KLF) é um conjunto de proteínas de ligação ao DNA eucarióticas do dedo de zinco C2H2 que regulam a expressão gênica. Essa família foi expandida para incluir também o fator de transcripto Sp e proteínas relacionadas, formando a família Sp/KLF.